# Fulvio Pelli
Fulvio Pelli (ur. 26 stycznia 1951 w Lugano), szwajcarski polityk, członek Rady Narodowej od 1995, przewodniczący Radykalno-Demokratycznej Partii Szwajcarii (FDP/PLR) od 2005.

## Życiorys
Fulvio Pelli ukończył studia prawnicze na Uniwersytecie w Bernie oraz Uniwersytecie w Zurychu. W 1977 zdobył stopień doktora prawa. W tym samym roku uzyskał licencję adwokata i notariusza.
W latach 1980–1990 zajmował stanowisko miejskiego radnego w Lugano. Od 1983 do 1995 był deputowanym w parlamencie kantonu Ticino. W 1995 został deputowanym w Radzie Narodowej. Od 1992 do 2005 pełnił funkcję przewodniczącego klubu parlamentarnego FDP/PLR. Od 2004 do 2005 był przewodniczącym parlamentarnej Komisji Gospodarki.
W latach 1988–2000 Pelli zajmował stanowisko przewodniczącego FDP/PLR w kantonie Ticino, a w latach 1992-2000 stanowisko wiceprzewodniczącego partii. 5 marca 2005 został wybrany przewodniczącym Radykalno-Demokratycznej Partii Szwajcarii.
Fulvio Pelli jest żonaty z Claudią Pelli, ma trzy córki.